# Noel Werthein
Noel Werthein (Villa Alba, Territorio Nacional de La Pampa, hoy Jacinto Aráuz, Provincia de La Pampa, Argentina, 25 de mayo de 1911 – Buenos Aires, 11 de abril de 2002) fue un empresario argentino, uno de los fundadores y el conductor del Holding empresario Grupo Werthein que hoy despliega actividades en finanzas, industrias y servicios en la Argentina y otros países. Integran el grupo empresas como Telecom y La Caja de Ahorro y Seguro.
Inicialmente se dedicó al campo y las actividades agropecuarias, más adelante desarrolló otras empresas hasta incursionar en la actividad bancaria.

## Biografía
Noel Werthein nació en Villa Alba el 25 de mayo de 1911. Hijo de León y Raquel Werthein, era el séptimo hijo de ocho hermanos.
En 1924 se estableció en Miguel Riglos a los trece años. En abril de 1935 se casó con Sara Fischman, tuvo tres hijos: Leo, Daniel y Adrián.

## Historia Empresaria
A partir de 1950 se integra a la sociedad de sus hermanos, Gregorio y Numo, y posteriormente, ya como socio y director de ésta, constituyen, Gregorio, Numo y Noel Werthein S.A., firma que conserva hoy la misma denominación.
La empresa actualmente se dedica a la agricultura tradicional, los cultivos especiales, la ganadería, la frutihorticultura e infusiones. Posee más de 88.000 hectáreas distribuidas en las provincias de Buenos Aires, La Pampa, Santa Fe y San Luis, así como ocho estancias y cuatro plantas de procesamiento.
En 1951 fundó, junto a otros productores de la zona, la cooperativa agropecuaria de Miguel Riglos.[cita requerida]
Durante la década de 1960 ejerció la presidencia de Pricuz, empresa productora de jugos concentrados en Tel Aviv, Israel. Durante ese mismo período fue director de Clal Cía. de Inversiones.[cita requerida]
Desde 1968 a 2002 fue Presidente de Gregorio, Numo y Noel Werthein S.A. entre 1964 a 2000, fue Presidente del Banco Mercantil Argentino y de la Fundación Banco Mercantil Argentino.
Tuvo una intensa actividad en la Asociación de Bancos de la República Argentina –ABRA- y desde 1985 como miembro titular de la Comisión Directiva de la Asociación de Bancos Argentinos (ADEBA).
En 1968 se desempeñó en simultáneo como Presidente de la empresa textil IVA S.A.
En 1971 adquirió la totalidad del paquete accionario de Estancias del Oeste S.A., hoy fusionada con su empresa GNNW S.A.

## Actividades destacadas
Noel Werthein fue el cofundador de la Universidad de Tel Aviv junto a George Weiss en 1968. Además, fue Presidente de Escuelas ORT de Argentina, Presidente de la Cámara de Comercio Argentino – Israelí, Consejero de la Bolsa de Comercio de Buenos Aires y Miembro de ADEBA(Asociación de Bancos Argentinos).
Es Miembro Académico Honorario de la Universidad de Tel Aviv otorgado en la Embajada de Israel de Buenos Aires el 31 de octubre de 1990.

## Otras actividades
Dumont Television, Importaciones Gregorio Y Numo Werthein, El Pampero S.R.L integrada por Gregorio, Numo, Noel, y Julio Werthein; TRC Electrónica, televisión; Noel Werthein Taxi Aéreo, La Defensa Cía. de Seguros Generales S.A. y muchas otras.

## Libros Publicados
- Ilusión de un esfuerzo, realidad de un triunfo. El campo, la empresa, el banco, la gente, la Argentina y el mundo, Ediciones Astro (1991)[cita requerida]